# Clerodendrum indicum
Clerodendrum indicum är en kransblommig växtart som först beskrevs av Carl von Linné, och fick sitt nu gällande namn av Carl Ernst Otto Kuntze. Clerodendrum indicum ingår i släktet Clerodendrum och familjen kransblommiga växter. Inga underarter finns listade i Catalogue of Life.

## Bildgalleri

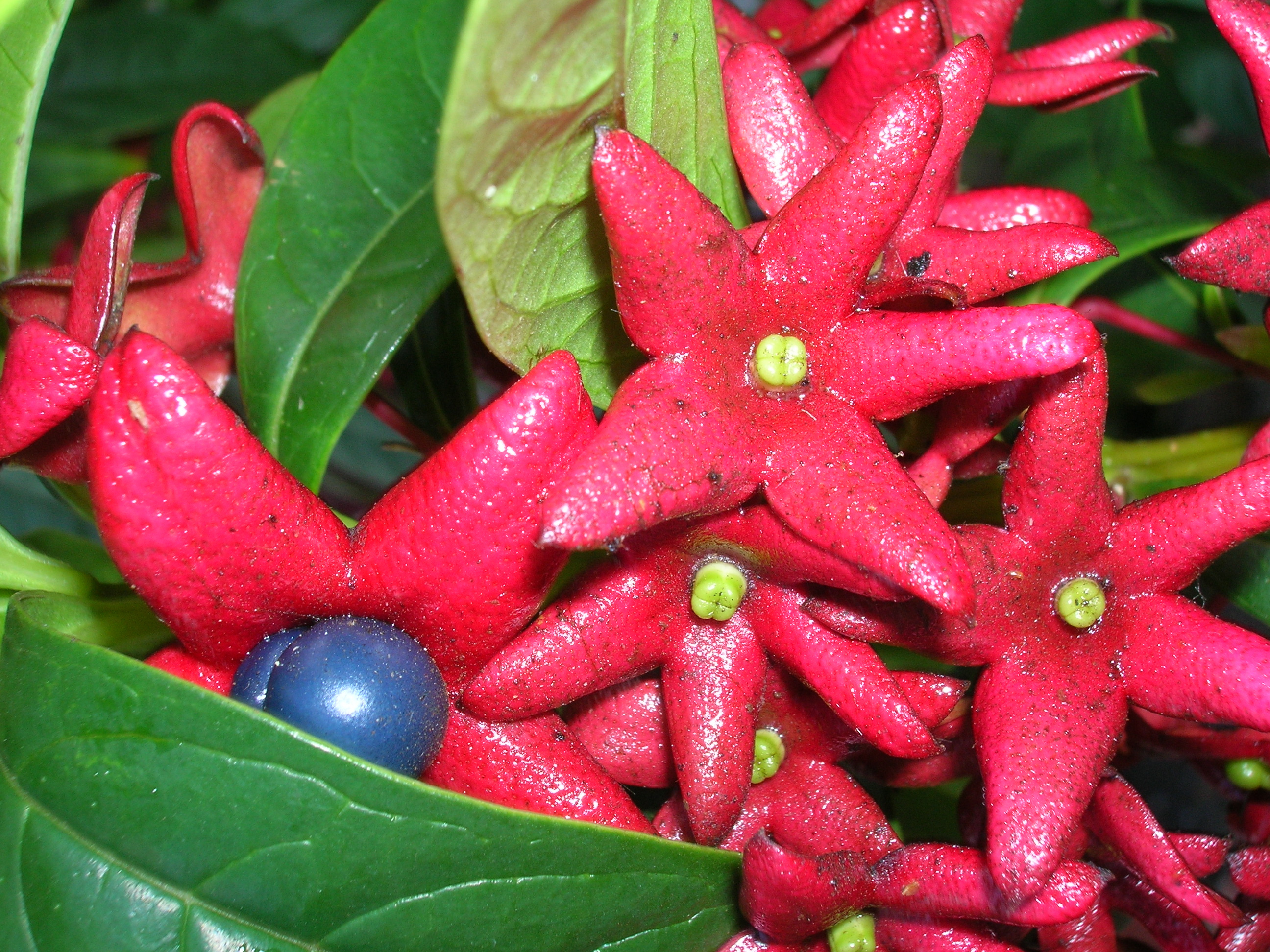
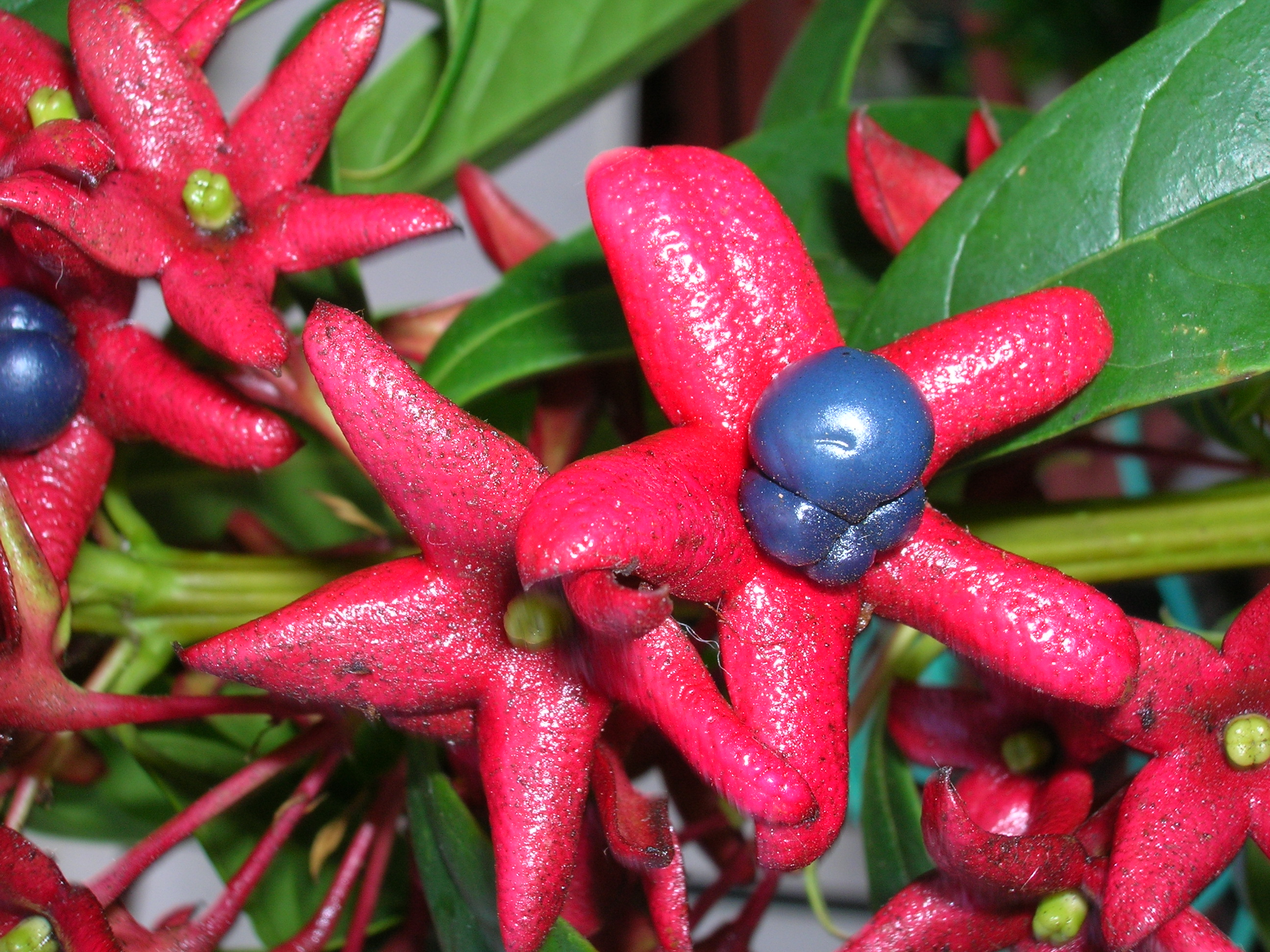
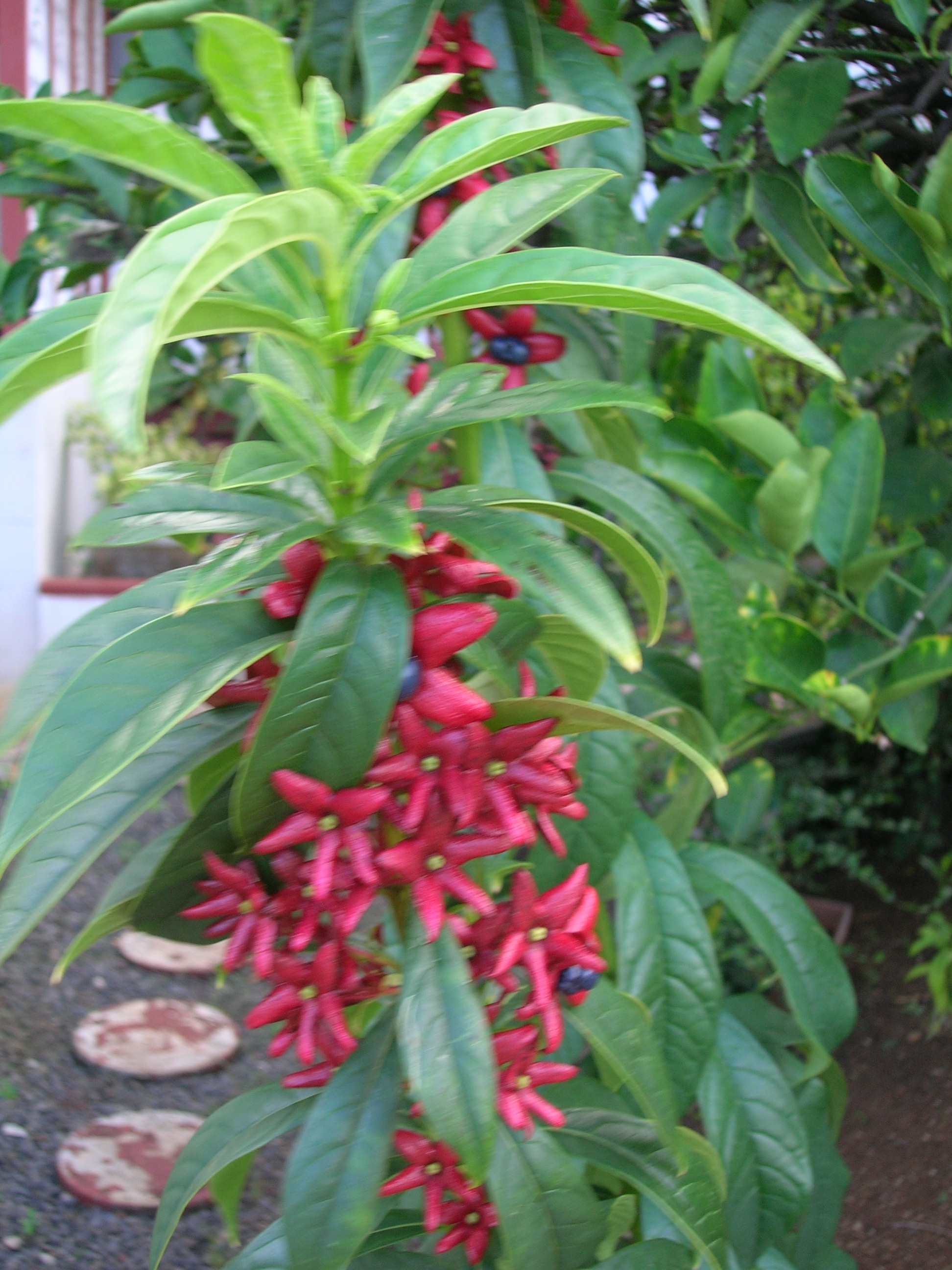
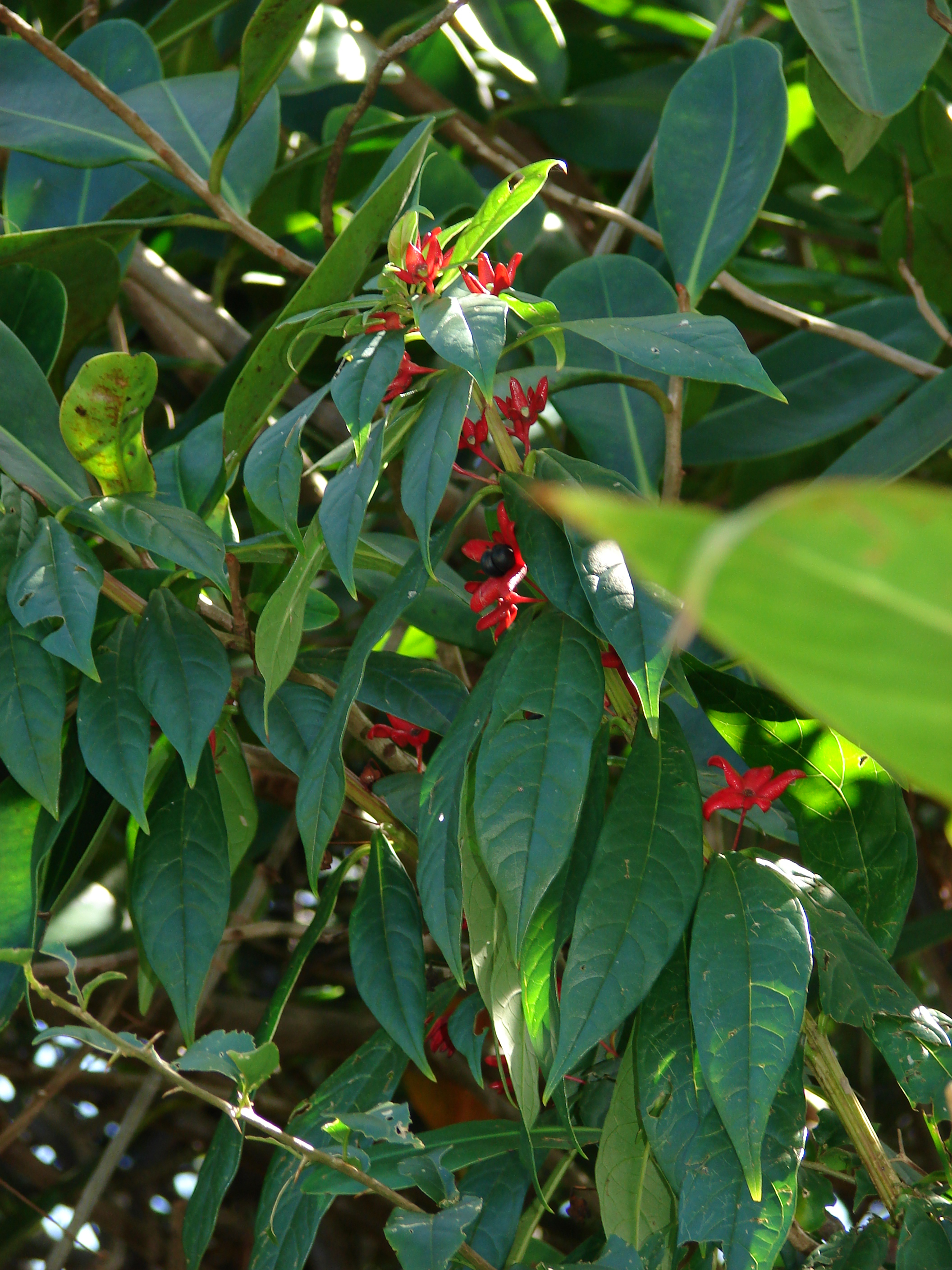